# Mannequin (Cradle of Filth)
Pour les articles homonymes, voir Mannequin.
Mannequin est DVD single du groupe de metal extrême Cradle Of Filth.

## Chapitres
1. The Promise of Fever (vidéo en concert)
2. Mannequin (clip)
3. The Making of Mannequin (documentaire, durée 10 min)
4. Babylon AD (clip)
5. Serpent Tounge Animation
6. Galerie photo